# Mohammad Nassiri
Mohammad Nassiri Seresht (em persa: محمد نصیری سرشت; Teerã, 1º de outubro de 1945) é um iraniano campeão mundial e olímpico em halterofilismo.
Mohammad Nassiri ficou apenas em 15º nos Jogos Olímpicos de 1964, ganhou o ouro na Olimpíada seguinte em 1968 e a prata em 1972, na categoria até 56 kg, e o bronze em 1976, na categoria até 52 kg. Foi por cinco vezes campeão mundial; ganhou prata em 1972 e três bronzes: em 1966, 1971 e 1976.
Estabeleceu 16 recordes mundiais: três no desenvolvimento (movimento-padrão abolido em 1973), dez no arremesso e dois no total, nas categorias até 52 e 56 kg.
Em 1995 foi eleito para o Weightlifting Hall of Fame.